# یخچال مرادیان
یخچال مرادیان مربوط به دوره قاجار است و در مراغه، خیابان معلم، پشت دانشکده پرستاری واقع شده و این اثر در تاریخ ۲ مرداد ۱۳۸۷ با شمارهٔ ثبت ۲۳۰۴۲ به‌عنوان یکی از آثار ملی ایران به ثبت رسیده است.